# NGC 3661
NGC 3661 = IC 689 ist eine linsenförmige Galaxie vom Hubble-Typ S0/a im Sternbild Becher am Südsternhimmel. Sie ist schätzungsweise 297 Millionen Lichtjahre von der Milchstraße entfernt und hat einen Durchmesser von etwa 140.000 Lichtjahren.

Im selben Himmelsareal befindet sich u. a. die Galaxie NGC 3667.
Das Objekt wurde am 27. März 1786 vom deutsch-britischen Astronomen Wilhelm Herschel entdeckt.